# Doi Bansui

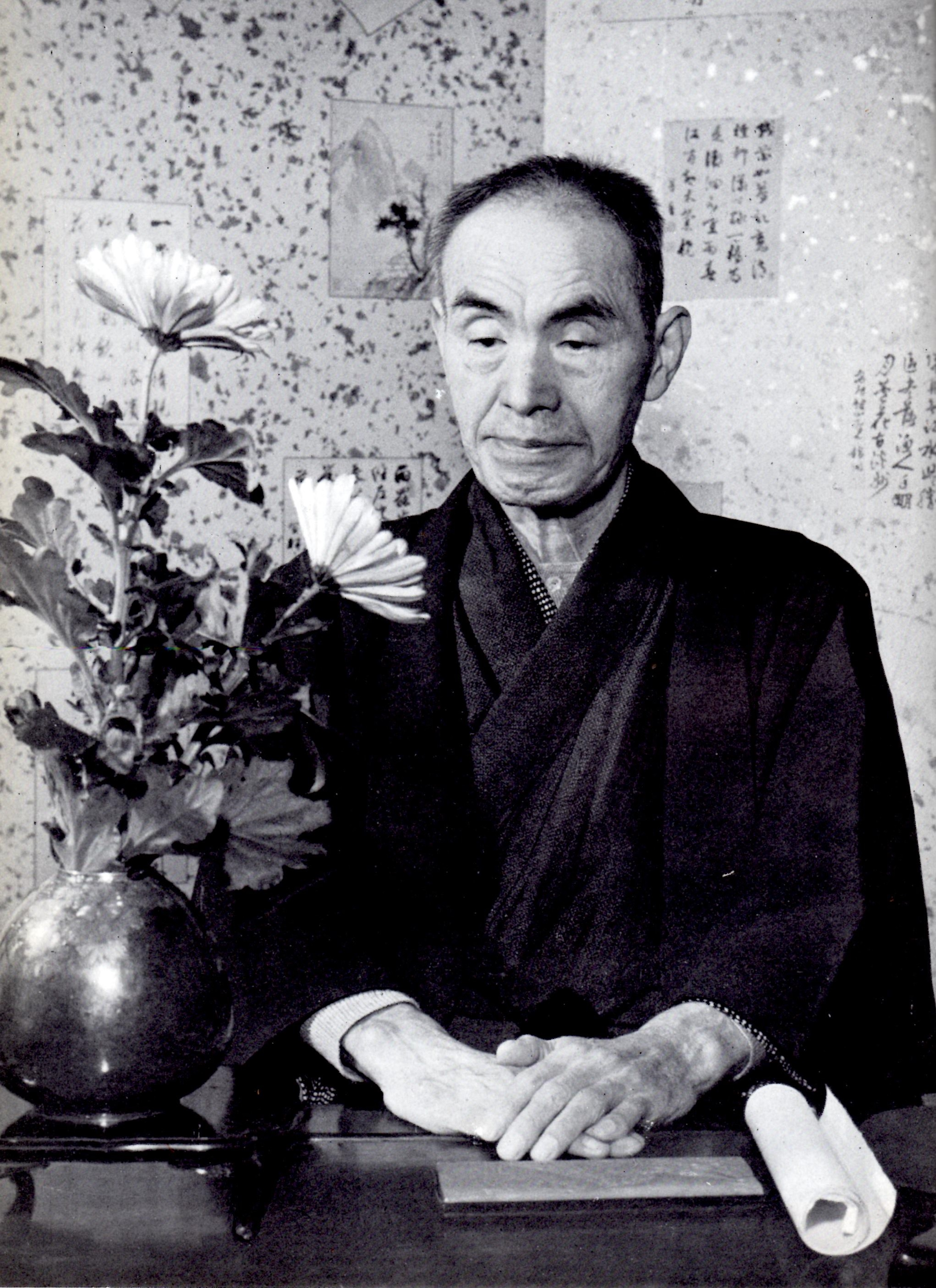
Büste Doi

Doi Bansui (japanisch 土井 晩翠, eigentl. Tsuchii Rinkichi　(土井 林吉), auch Tsuchii Bansui; * 5. Dezember 1871 in Sendai; † 19. Oktober 1952 ebenda) war ein japanischer Lyriker und Übersetzer.

## Leben und Wirken
Doi Bansui studierte englische Literatur an der Kaiserlichen Universität Tokio bei Lafcadio Hearn und gehörte zu den Herausgebern der Hochschulzeitschrift Teikoku Bungaku, in der er auch eigene Gedichte veröffentlichte. Nach Abschluss des Studiums wirkte er als Professor für englische Sprache und Literatur an der Universität Tōhoku in seiner Heimatstadt.
Er trat als Übersetzer von Werken aus der englischen, lateinischen und griechischen Sprache hervor. Seine bedeutendsten Arbeiten waren die Übersetzungen von Homers Odyssee und Ilias. Daneben veröffentlichte er mehrere Sammlungen von Gedichten, darunter Tenchi ujō, Banshō und Bansui shishū. Populär wurde sein Gedicht Kōjō no Tsuki in der Vertonung von Taki Rentarō.
1950 wurde Doi mit dem Kulturorden ausgezeichnet.